# 吉大街道

在石景山照的吉大全景图

吉大街道是中国广东省珠海市香洲区下辖的一个街道。吉大街道辖区面积11.7平方公里，下辖12个社区，总人口11万人，常住人口5万人。

## 地名由來
吉大原名“吉嶺漁村”，是因為一位漁人而更名。相傳清朝年間，有一名葉姓漁民晚上捕魚而歸時，提一盞燈籠，上面寫著“大吉”字樣，該漁村的居民親切地稱他為“吉大人”。後來“吉嶺漁村”更名為“吉大”至今。

## 行政区划
吉大街道下辖以下社区：
白莲社区、吉莲社区、莲花社区、海大社区、九洲社区、竹苑社区、南山社区、景山社区、怡景社区、海湾社区、水湾社区、官村社区、园林社区、海天社区、石花社区、景莲社区和洲仔社区。